# 마리오의 교육 게임 목록
《슈퍼 마리오》 시리즈의 인기는 1988년부터 1996년까지 출시된 《마리오》에 기반한 교육용 게임들로 이어졌다. 닌텐도는 이들에 관여를 거의 하지 않았으며 마인드스케이프나 인터플레이 엔터테인먼트같은 타 기업들이 개발했다.

## 아이 엠 어 티처: 슈퍼 마리오 스웨터
《아이 엠 어 티처: 슈퍼 마리오 스웨터》는 1986년 일본에서만 출시된 패미컴 디스크 시스템 게임이다. 일본의 가구 및 재봉기업 로열 인더스트리스 유한회사가 개발했으며 이 프로그램으로 설계한 스웨터를 기업에서 수수료를 받아 수수, 제작하는 방식으로 작동했다.

## 슈퍼 마리오 브라더스와 친구들: 내가 자랄 때
《슈퍼 마리오 브라더스 & 친구들: 내가 자랄 때》는 마리오와 루이지가 등장하는 색칠하기 게임이다. 1991년 MS-DOS로 출시됐다.

## 마리오의 타자연습
《마리오의 타자연습》(영어: Mario Teaches Typing)는 개인용 컴퓨터로 발매된 타자 교육게임이다. 1992년 출시됐다. 1997년에 후속작 《마리오의 타자연습 2》(영어: Mario Teaches Typing 2)가 발매됐다.

## 마리오 디스커버리
"마리오 디스커버리"는 마인드스케이프가 개발한 5종의 《마리오》 교육용 게임을 일컫는다.

### 마리오 이즈 미싱!
《마리오 이즈 미싱!》은 1993년 MS-DOS, 매킨토시, 패밀리 컴퓨터 및 슈퍼 패미컴으로 발매된 지리학 기반 게임이다. 패밀리 컴퓨터판은 래디컬 엔터테인먼트가 개발했다.

### 마리오의 타임 머신
《마리오의 타임 머신》은 1993년 MS-DOS로 출시된 게임이다. 이후 패밀리 컴퓨터와 슈퍼 패미컴으로 이식됐다. 1996년에 MS-DOS로 디럭스판이 재출시됐다.

### 마리오의 유아교육
《마리오의 유아교육》(영어: Mario's Early Years!)은 슈퍼 패미컴과 컴퓨터 기종으로 발매된 3종의 교육 게임이다. 1994년 9월에 《마리오의 유아교육: 글자와 놀자》(영어: Mario's Early Years! Fun with Letters), 10월에 《마리오의 유아교육: 숫자와 놀자》(영어: Mario's Early Years! Fun with Numbers), 11월에 《마리오의 유아교육: 취학 전에 놀자》(영어: Mario's Early Years! Preschool Fun)가 출시됐다.

## 마리오의 게임 갤러리
《마리오의 게임 갤러리》(영어: Mario's Game Gallery)는 체커, 고 피쉬, 도미노, 백개먼 및 얏찌 5종의 놀이가 수록된 게임이다. 1995년에 발매됐다. 찰스 마티네이가 처음으로 마리오의 목소리를 담당한 비디오 게임이다.

## 참조

### 주해
1. ↑  일본어: アイアムアティーチャースーパーマリオのセーター, 영어: I Am a Teacher: Super Mario Sweater
2. ↑  영어: Super Mario Bros. & Friends: When I Grow Up